# Johan Cornelius Krieger (1756–1824)
Johan Cornelius Krieger, född den 7 juli 1756 i Köpenhamn, död där den 9 juli 1824, var en dansk sjömilitär. Han var son till Johan Cornelius Krieger och farbror till Andreas Frederik Krieger.
Krieger blev officer 1771. Som kadett deltog han i amiral Frederik Christian Kaas misslyckade expedition till Algeriet, 1778–1781 gjorde han tjänst på den franska flottan i västindiska farvatten, där han deltog i åtskilliga betydelsefulla sjöslag. Åren 1791–1798 gjorde Krieger tjänst som ekipagemästare, därefter var han i två år chef för fregatten Najaden i Medelhavet, där han med iver deltog i beskyddet av den dansk-norska sjöfarten. Åren 1801–1803 var han medlem av sjöförsvarskommissionen i Norge, 1807 chef för kanonbåtsförsvaret på Köpenhamns redd, där han otröttligt förhindrade de engelska bombfartygen från att beskjuta staden från sjösidan. I kriget mot England 1807–1814 hade Krieger kommandot över 33 roddkanonbåtar i Öresund och utmärkte sig vid flera tillfällen. Han befordrades till kommendör 1808 och till konteramiral 1812. År 1814 övertog han ämbetet som Holmens överekipagemästare och gjorde sig känd för det nit han nedlade i arbetet på marinens återupprättande efter kriget. Krieger blev 1808 kammarherre och 1815 riddare av Dannebrogorden.